# Coleophora zonatella
Coleophora zonatella é uma espécie de mariposa do gênero Coleophora pertencente à família Coleophoridae.